# بشیکتاش (استانبول)
بشیکتاش (به ترکی استانبولی: Beşiktaş‏) یکی از ناحیه‌ها و شهرداری‌های استان استانبول در ترکیه است. مساحت آن ۱۸ کیلومتر مربع است، و جمعیت آن در سال ۲۰۲۲ برابر با ۱۷۵٬۱۹۰ نفر بوده‌است. این ناحیه در کرانهٔ اروپایی تنگه بسفر قرار دارد و از شمال با ساری‌یر و شیشلی، از غرب با کاغذخانه و شیشلی، از جنوب با بی‌اوغلو و از شرق با بسفر هم‌مرز است. روبه‌روی آن در آن‌سوی بسفر، ناحیهٔ اسکدار قرار دارد.
این ناحیه شماری از مکان‌های مهم در امتداد کرانهٔ اروپایی بسفر را دربر می‌گیرد، از کاخ دلمه‌باغچه در جنوب تا محلهٔ ببک در شمال. همچنین محله‌های داخلی و گران‌قیمت‌تری مانند لوند و اتیلر را شامل می‌شود. دیگر محله‌های شناخته‌شدهٔ آن عبارت‌اند از ییلدیز، کوروچشمه، اورتاکوی و آرناووت‌کوی.
مرکز تاریخی و بازرگانی بشیکتاش، ناحیهٔ بشیکتاش و بازار چارشی‌سی (Çarşı به معنی بازار و وام‌واژه‌ای در ترکی از همان کلمه فارسی چارسو است)، که در کنار پارک کوچک عباس‌آغا قرار دارد. در این ناحیه، قدیمی‌ترین باشگاه ورزشی ترکیه یعنی بشیکتاش و ورزشگاه آن ورزشگاه بشیکتاش پارک نیز واقع شده‌اند. بولوار بارباروس که در جهت شمال‌جنوب امتداد دارد، یکی از مسیرهای اصلی منتهی به بزرگراه درون‌شهری اتویول ۱ و پل بسفر است و در زنجیرلی‌کویو، که یکی از مهم‌ترین مراکز حمل‌ونقل عمومی است، پایان می‌یابد. خیابان بویوک‌دره نیز از این ناحیه می‌گذرد.
با آن‌که بشیکتاش از نظر مساحت و جمعیت، ناحیه‌ای نسبتاً کوچک در استانبول است، اما به‌دلیل مناطق تجاری و خرید، آثار تاریخی، دانشگاه‌ها، چشم‌اندازهای دیدنی بسفر، و مسیرهای منتهی به پل‌های بسفر و سلطان محمد فاتح، از مهم‌ترین مناطق شهر به‌شمار می‌آید. افزون بر این، بشیکتاش مرکز اصلی مالی ترکیه نیز هست.
در رتبه‌بندی سال ۲۰۱۳ از ناحیه‌های ترکیه، بشیکتاش به‌دلیل سطح بالای کیفیت زندگی، رفاه و سطح فرهنگی، رتبهٔ نخست را کسب کرد. بشیکتاش همچنین بالاترین رتبه را در میان ناحیه‌های ترکیه در شاخص توسعه انسانی دارد، با امتیاز ۰٫۸۶۴، و در زیرشاخص‌های درآمد و آموزش نیز رتبهٔ اول را داراست. شهرداری بشیکتاش در کارزار «شهرها برای اروپا» مشارکت دارد و موفق به کسب عنوان «شهر ۱۲ ستارهٔ اروپا» شده‌است.

## نام
نام این ناحیه از محلهٔ بشیکتاش گرفته شده که در ناحیهٔ امروزی سنان‌پاشا قرار دارد. این مرکز تاریخی همراه با چارسوی بازار، گاهی در گفتار محلی با عنوان «کوی‌ایچی» (به‌معنای تقریبی «درون‌روستا») خوانده می‌شود.
واژهٔ beşik در زبان ترکی به‌معنای گهواره و taş به‌معنای سنگ است.
بر پایهٔ روایتی، در محل کنونی بشیکتاش، کلیسایی بیزانسی به نام کونوپترا (به یونانی به‌معنای «سنگ گهواره») وجود داشته‌است. این کلیسا برای نگهداری یادگار مقدسی ساخته شده بود: سنگی که گفته می‌شود از اصطبل محل تولد عیسی مسیح در بیت‌لحم آورده شده بود. این سنگ بعدها به ایا صوفیه منتقل شد و در جریان جنگ صلیبی چهارم ناپدید گردید؛ احتمالاً به بازار یادگارهای مقدس در اروپا راه یافت.
روایت دیگری می‌گوید که یکی از کشیشان کلیسای سنت مِنَس (آیا مِنَس) در همین محل، پس از زیارت اورشلیم، سنگی به‌شکل گهواره را که در تعمید عیسی به‌کار رفته بود، به همراه آورده و آن را در کلیسا قرار داده بود.
توضیح دیگری نیز وجود دارد که نام بشیکتاش تحریف‌شدهٔ واژهٔ beş taş به‌معنای «پنج سنگ» در زبان ترکی است، که اشاره دارد به پنج ستون سنگی که بارباروس خیرالدین پاشا برای پهلو گرفتن کشتی‌ها ساخته بود.

## تاریخچه

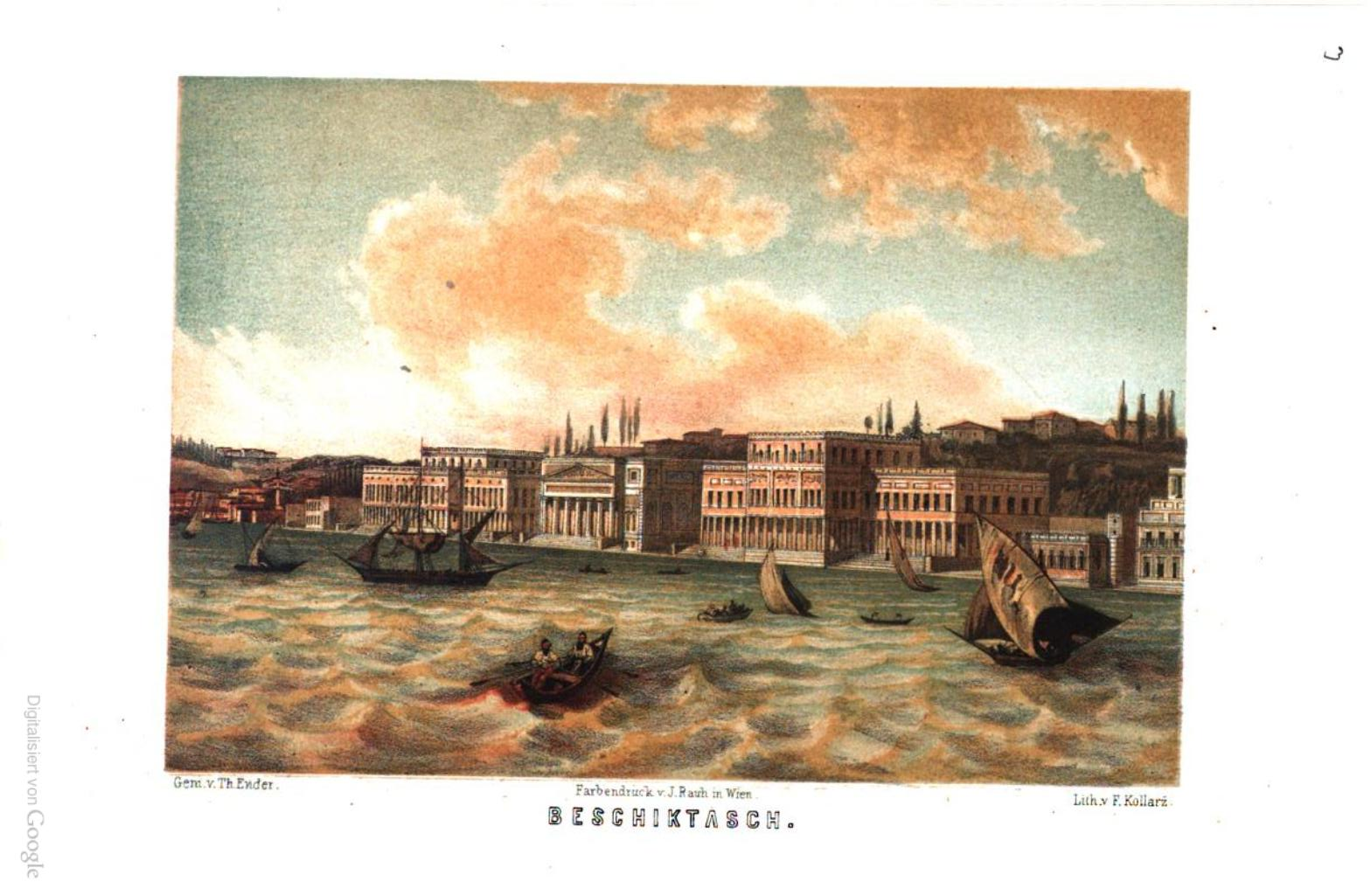
بشیکتاش، حدود سال ۱۸۵۰

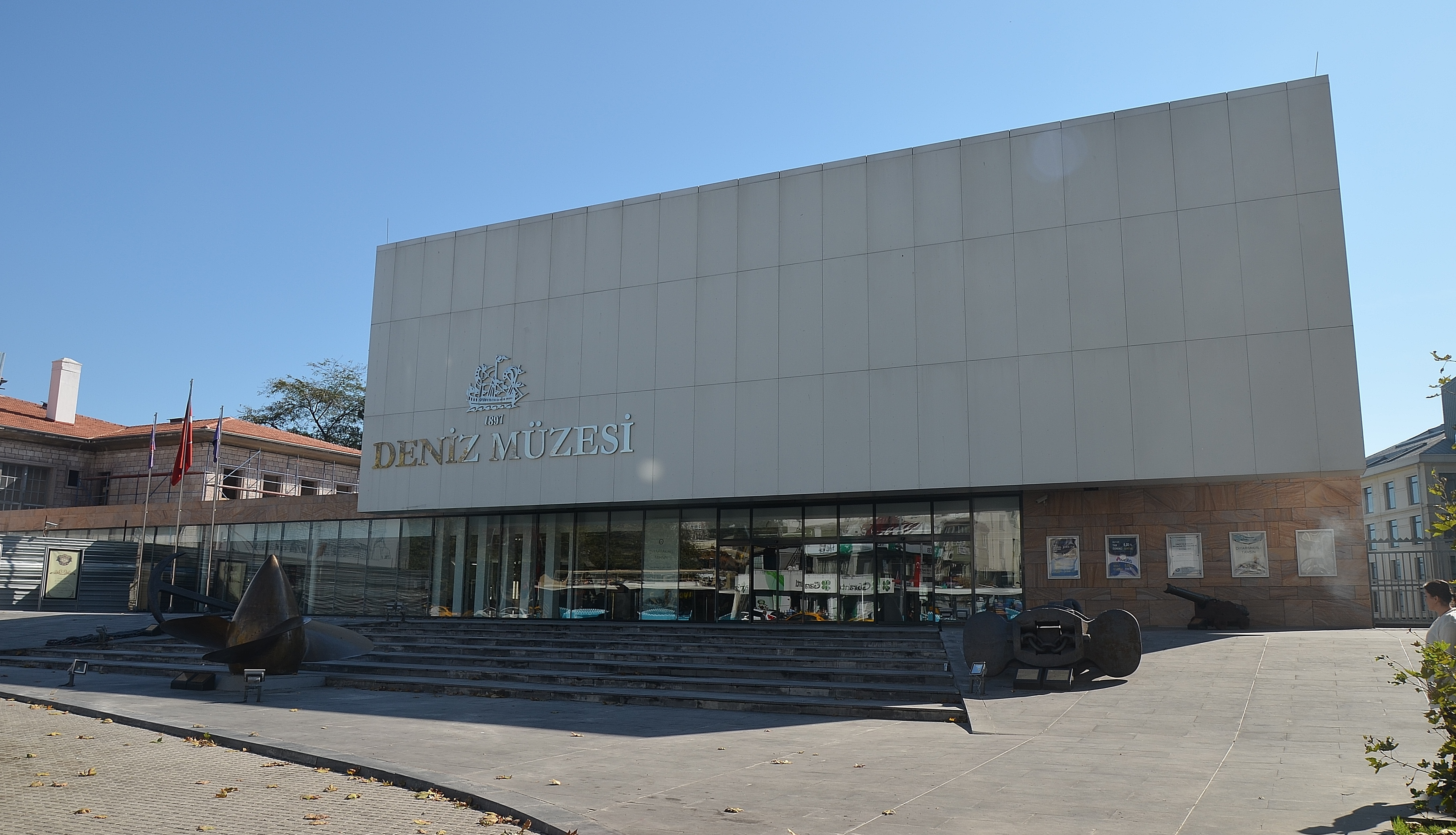
ساختمان جدید موزه نیروی دریایی استانبول

کرانهٔ بسفر از دیرباز محل سکونت انسان بوده‌است و در بشیکتاش آثار تاریخی زیادی یافت می‌شود. باور بر آن است که این منطقه در زمان کنستانتین کبیر (۳۰۶ تا ۳۳۷ میلادی) پایه‌گذاری شده‌است. این بخش از کرانهٔ بسفر از بادهای تند شمال‌شرقی که معمولاً طوفان به‌همراه دارند، نسبتاً در امان است و به‌همین دلیل برای پهلو گرفتن کشتی‌ها مناسب بوده‌است.
در دورهٔ امپراتوری بیزانس، این منطقه به نام دیپلوکیونیو شناخته می‌شد، که در زبان یونانی به‌معنای «دو ستون» است. این نام به دو ستونی اشاره دارد که ورودی مهمی از آب به قسطنطنیه را نشان می‌دادند. این ستون‌ها بعداً الگوی ساخت دو ستون در حاشیهٔ آب در ونیز شدند.
در دوران باستان، روستاهای کرانهٔ بسفر، اجتماعاتی منزوی در دل جنگل‌ها بودند. با این حال، بسفر جایگاه ویژه‌ای در اسطوره‌شناسی یونان باستان داشت و روستاهایی مانند بشیکتاش در افسانه‌هایی چون سفر یاسون و آرگونوت‌ها حضور داشتند. در دورهٔ بیزانس، کلیساها و صومعه‌هایی در این منطقه ساخته شد و سنت ساخت کاخ‌های تابستانی در کرانهٔ بسفر نیز از همان دوران آغاز شد، با کاخ «آیوس ماماس». اما چون این نواحی بیرون از دیوارهای شهر بودند، در برابر یورش‌هایی که از کرانه‌های دریای سیاه می‌آمد، آسیب‌پذیر بودند و از معماری و مجسمه‌هایی که احتمالاً جلوه‌ای باشکوه داشتند، چیز زیادی باقی نمانده‌است.
در دورهٔ امپراتوری عثمانی، پس از آن‌که سلاطین کنترل سواحل دریای سیاه را به‌دست گرفتند، ناوگان عثمانی در بسفر مستقر شد و روستاهای آن امن و جذاب شدند. بارباروس خیرالدین پاشا، دریاسالار نام‌دار عثمانی، کاخ و مسجدی در بشیکتاش ساخت و آن‌جا را خانهٔ خود کرد. در آن زمان، بشیکتاش به گذرگاهی اصلی در بسفر بدل شده بود که کاروان‌هایی که از آناتولی و مسیر جاده ابریشم می‌گذشتند، از آن عبور می‌کردند، و نیز برای لشکرکشی‌های عثمانی نقشی کلیدی داشت.
بر پایهٔ برآوردهای عثمانی در سال ۱۸۸۲، جمعیت ناحیهٔ بشیکتاش ۲۸٬۷۷۷ نفر بوده که شامل ۱۰٬۷۵۳ مسلمان، ۹٬۲۴۸ یونانی، ۴٬۸۹۷ ارمنی، ۳٬۰۵۷ یهودی، ۶۰۱ کاتولیک، ۲۰۳ بلغار و ۱۸ لاتین بوده‌است.
این ناحیه برای فرمانروایان عثمانی بسیار جذاب بود و آنان در آن‌جا ابتدا کلبه‌های شکار و سپس کاخ‌های باشکوهی ساختند. امروزه منطقهٔ بشیکتاش شماری از مهم‌ترین و باعظمت‌ترین ساختمان‌های عثمانی را در خود جای داده است. این منطقه در اواخر دوران عثمانی صحنهٔ رویدادهای مهمی چون خلع سلطنت سلطان عبدالعزیز در جریان کودتایی در کاخ دلما باغچه در سال ۱۸۷۶، اعلام تشکیل مجلس عثمانی در سال ۱۹۰۸ و خلع سلطان عبدالحمید دوم در کاخ ییلدیز در سال ۱۹۰۹ بود.
با تأسیس جمهوری ترکیه در سال ۱۹۲۳، خانوادهٔ سلطنتی عثمانی تبعید شد و کاخ‌ها و عمارت‌های واقع در ساحل تخلیه شدند. برخی از آن‌ها به وزارت‌خانه‌های دولتی جدید واگذار شدند، برخی دیگر به‌عنوان مدرسه یا ساختمان‌های عمومی مورد استفاده قرار گرفتند، و شماری نیز دچار حریق شده یا تخریب گردیدند.
امروزه ساکنان این منطقه به‌طور گسترده باور دارند که برجسته‌ترین ساکن بشیکتاش، زُبیده خانم، مادر مصطفی کمال آتاتورک بوده که در محلهٔ قدیمیِ مرکز بشیکتاش زندگی می‌کرد؛ درست کنار مقر آن زمانِ باشگاه بشیکتاش.
علاوه بر مناطق تاریخی‌تری مانند ییلدیز، اورطاقوی، کوروچشمه، آرناؤت‌کوی و ببک، بسیاری از محله‌های مسکونی این منطقه از حدود دههٔ ۱۹۵۰ شکل گرفتند. به‌عنوان نمونه، محلهٔ لونت (که نام خود را از مزرعهٔ لونت که پیش‌تر در آن‌جا واقع بود گرفته) در دههٔ ۱۹۵۰ با آغاز ساخت یک پروژهٔ مسکونی حومه‌ای پرستیژدار پایه‌گذاری شد. محله‌های اتیلر، کوناکلار، آکاتلار، نِسبتیه، لِوازم و کولتور نیز به‌زودی پس از آن شکل گرفتند.
در سال‌های ۲۰۱۶ و ۲۰۱۷، دو حملهٔ تروریستی در این منطقه رخ داد. یکی در بیرون ورزشگاه بشیکتاش و دیگری در یک باشگاه شبانه بود. محل حملهٔ سال ۲۰۱۶ به‌عنوان پارک شهدای ۱۰ دسامبر گرامی داشته شده‌است.

## محلات
ناحیه بشیکتاش از ۲۳ محله تشکیل می‌شود: 
عباس‌آقا Abbasağa
آکات Akat
آرناووت‌کوی Arnavutköy
بال‌مومجو Balmumcu
ببک Bebek
جهان‌نما Cihannüma
دیکیلتاش Dikilitaş
اتیلر Etiler
غیرت‌تپه Gayrettepe
کناک‌لار Konaklar
قوروچشمه Kuruçeşme
کولتور Kültür
لوازم Levazım
لوند Levent
مجیدیه Mecidiye
مرادیه Muradiye
نسبتیه Nispetiye
اورتاکوی Ortaköy
سنان‌پاشا Sinanpaşa
ترک‌علی Türkali
اولوس Ulus
ویشنه‌زاده Vişnezade
ییلدیز Yıldız 